# Hinten

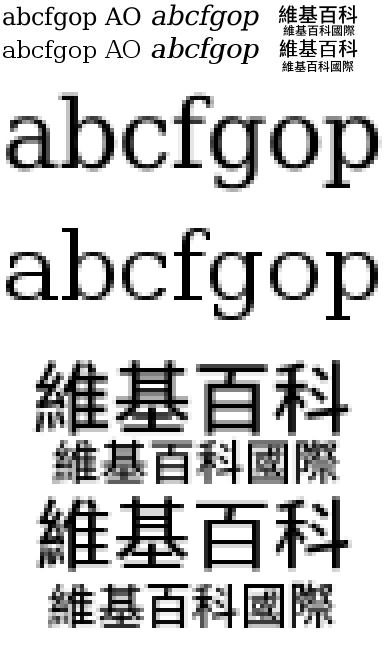
Voorbeeld van hinting in actie. De eerste twee regels zijn op normale grootte, de derde en vierde regel zijn viermaal vergroot. De eerste en derde regel zijn weergegeven zonder hinten; de tweede en vierde met hinten. Te zien is dat hinten het contrast van de randen vergroot, maar wel de vorm en dus het "karakter" van het lettertype aantast.

Hinten (oorspronkelijk Engels: hinting) is een techniek voor het aanpassen van digitale lettertypes aan het rooster van een printer of beeldscherm. Vooral bij lage resolutie is hinting cruciaal voor de leesbaarheid.
De vorm van de letters in een digitale letterbibliotheek ('font') wordt beschreven in termen van lijnen en wiskundige krommen of curven, zoals de Bézierkromme. Weliswaar kan een letterontwerper zijn ontwerp eerst met potlood op papier tekenen, maar daarna zal hij of een collega het ontwerp gaan omzetten in een wiskundige beschrijving. Die wiskundige beschrijving is niet afhankelijk van de schaal van de letter. Daardoor kan het lettertype onbeperkt worden vergroot en verkleind zonder dat de vorm van de letters verandert. 
Uiteindelijk moet echter deze perfecte beschrijving van de vorm van een letter worden omgezet in een rooster van zwarte en witte punten (bij een printer) of de pixels van een beeldscherm. Een typische letter op een beeldscherm beslaat maar ongeveer 10 bij 10 pixels. Wanneer deze omzetting van lijnen naar pixels op een naïeve manier gebeurt kan het resultaat er slecht uitzien en moeilijk leesbaar zijn. Dunne lijnen kunnen helemaal wegvallen, en bijvoorbeeld de poten van de letter m zouden op het scherm verschillende diktes kunnen krijgen. Het hinten van een lettertype zorgt ervoor dat dit probleem wordt tegengegaan.
Hinten bestaat uit een breed scala van technieken. Een voorbeeld is het aanpassen van de curves aan het rooster: controlepunten (punten die de vorm en plaats van een lijn of curve beschrijven) die dicht bij een roosterlijn liggen worden naar een roosterlijn verplaatst. Dit kan natuurlijk pas gebeuren als bekend is waar de roosterlijnen liggen, dat wil zeggen op het moment dat de tekst op het scherm wordt gezet. De 'hinting informatie' in het lettertype bestaat uit een algoritme dat aangeeft hoe deze aanpassing moet gebeuren.
Het hinten kan automatisch of handmatig gebeuren. Lettertypen die bedoeld zijn voor veelvuldig gebruik bij lage resolutie, zoals de typische beeldschermletter Verdana, worden vaak intensief handmatig gehint. 
Bekende bestandsformaten voor digitale lettertypen, zoals Postscript Type 1, TrueType (TTF) en OpenType (OTF) kunnen alle hintinginformatie bevatten.

## Verwante technieken
In het geval van een beeldscherm dat voldoende verschillende kleuren kan weergeven kan naast hinting ook anti-aliasing gebruikt worden om de leesbaarheid te verbeteren. Ook worden soms lettertypes geleverd in verschillende groottes, bijvoorbeeld 7-punts, 10-punts, en 12-punts. De 7-punts letters zijn dan meestal relatief dikker en wijder dan de 12-punts letters. Deze lettertypes kunnen wel geschaald worden, maar het beste resultaat wordt bereikt als ze ongeveer in de bedoelde grootte gebruikt worden.

## Bron
- (en) The Raster Tragedy at Low-Resolution Revisited: Opportunities and Challenges beyond “Delta-Hinting”. Beat Stamm (maart 2011)